# François Couperin
François Couperin (París, 10 de noviembre de 1668-ibíd., 11 de septiembre de 1733) fue un compositor, organista y clavecinista francés del Barroco.
Es uno de los más importantes compositores, junto con Jean-Philippe Rameau, de la música barroca francesa en general y de la música para clave en particular. Se le llama Couperin le Grand (Couperin el Grande) para distinguirlo de otros miembros de su familia, también músicos. Es el más destacado de todos ellos, por su inmenso virtuosismo al órgano y al clave.

## Vida
Originarios de Chaumes en Brie, la familia Couperin constituyó una de las familias musicales francesas más numerosas de los siglos XVII y XVIII. El padre de François Couperin, Charles Couperin (1639-1679), era el hermano menor de Louis Couperin y le sucedió como titular del órgano de la iglesia parisina de San Gervasio (Saint-Gervais). Igualmente, fue profesor de clave de la duquesa de Orleans.
Couperin aprendió de su padre y de su tío François Couperin l'Ancien (el Viejo). No tuvo una educación formal. Sus conocimientos generales y sus escritos son de un estilo y una ortografía que dejan mucho que desear. El padre transmitió el puesto de organista, hasta que el hijo pudiera hacerse cargo, a Michel-Richard Delalande. Se perfeccionó después con Jacques Thomelin, organista de Saint-Jacques la Boucherie.
En 1685 se convirtió en organista de la Iglesia de San Gervasio (Saint-Gervais) en París, un puesto que después cedería a su primo Nicolas Couperin. Otros miembros de la familia desempeñarían el mismo cargo en años posteriores. En 1693 Couperin sucedió a su maestro Thomelin como organista de la Chapelle Royale (Capilla Real) con el título de organiste du Roi, organista del rey Luis XIV. Después fue maestro de composición del nieto del rey, el duque de Borgoña.
En 1717 se convirtió en organista y compositor de la corte con el título ordinaire de la musique de la chambre du Roi. Sus tareas en la corte francesa consistían en crear música sacra para las oraciones reales y música de cámara para deleite de los monarcas. Con sus colegas, daba un concierto todas las semanas, normalmente en domingo. Muchos de estos conciertos tenían la forma de suites para violín, viola da gamba, oboe, traverso y clavicémbalo, del cual era un virtuoso intérprete.
De salud frágil y carácter poco mundano, Couperin realizó una carrera honesta de músico y profesor, apreciado por los grandes que solo le encontraban un rival, Louis Marchand. Pocos eventos de su vida personal merecen reseñarse, aparte la desaparición de uno de sus hijos que abandonó el domicilio paterno para no regresar jamás.

## Estilo e influencias
Muchas de las piezas para teclado de Couperin tienen títulos evocativos y pintorescos, y expresan un estado de ánimo a través de las elecciones tonales, armonías atrevidas y decididas disonancias. Se han comparado con pequeños poemas sinfónicos. Los títulos parecen anticipar la música programática, mientras que la escritura elegante, refinada y formal ofrece un modelo ejemplar del Barroco francés, definido por el estilo galante. Señala McLeish que "Sus ordres son deliciosos esbozos que se presentan como los antecesores de las piezas de piano, a modo de "postales ilustradas" de Albéniz, o de los Preludios de Debussy".
Couperin desarrolló en su madurez un estilo muy personal, hecho de una poesía discreta, una atmósfera elegíaca y de una técnica que no se deja jamás dominar por el virtuosismo o los efectos.
Durante su vida tuvo gran fama, pero, al menos en Francia, cesó con su muerte. Perduró, sin embargo, en Alemania, gracias al interés que Johann Sebastian Bach mostró por su música. Parece ser que los dos compositores intercambiaron cartas, pero esta correspondencia se ha perdido.
Influyó en la música para piano de Johannes Brahms, quien interpretó la música de Couperin en público y contribuyó a la primera edición completa de las Pièces de clavecin, realizada por Friedrich Chrysander en la década de 1880. Richard Strauss orquestó algunas de las piezas para clavicémbalo. Maurice Ravel le homenajeó en Le Tombeau de Couperin ("Sepulcro a Couperin").

## Obra

### Música instrumental

#### Música para clave
Couperin es, ante todo, con Jean Philippe Rameau, el gran maestro del clavicémbalo en Francia, tanto por la cantidad de piezas que compuso como por su calidad.
- "El arte de tocar el clave" (L'art de toucher le clavecin), 8 Preludios (1716). Este famoso libro contiene ejercicios de digitación, pulsación, ornamentación y otros aspectos de la técnica para teclado. Es una valiosa guía para comprender la música de Couperin y el estilo francés de la época, mucho más ornamentado que los estilos italiano y alemán de la época. Influyó en J.S. Bach, que adoptó su sistema de digitación, incluyendo el uso del pulgar, que Couperin explicaba para tocar el clavicémbalo.
- 4 libros de suites (1713,1716-1717,1722 y 1730). Maestro incontestable del clavicémbalo, François Couperin adapta la "suite de danses" a su sensibilidad poética. No utiliza el nombre de "suite" sino el de "ordre", pero son equiparables a las suites instrumentales de los maestros alemanes de su época. Estas 220 piezas para clavicémbalo las agrupa en veintisiete  Ordres:
- - Premier livre (Primer libro, 1713): Ordres 1 à 5
    - 1.er ordre, sol m/sol M: Allemande L’auguste; Première courante; Seconde courante; Sarabande La majestueuse; Gavotte; La Milordine, gigue; Menuet (et double); Les silvains; Les abeilles; La Nanète; Les sentimens, sarabande; La pastorelle; Les nonètes (Les blondes, Les brunes); La bourbonnoise, gavotte; La Manon; L’enchanteresse; La fleurie, ou La tendre Nanette; Les plaisirs de St Germain en Laÿe
    - 2e ordre, ré m/ré M: Allemande La laborieuse; Premiere courante; Seconde courante; Sarabande La prude; L’Antonine; Gavote; Menuet; Canaries (with double); Passe-pied; Rigaudon; La Charoloise; La Diane; Fanfare pour la suitte de la Diane; La Terpsicore; La Florentine; La Garnier; La Babet; Les idées heureuses; La Mimi; La diligente; La flateuse; La voluptueuse; Les papillons. Es un ordre extenso y sonoro.
    - 3e ordre, do m/do M: La ténébreuse, allemande; Premiere courante; Seconde courante; La lúgubre, sarabande; Gavotte; Menuet; Les pélerines; Les laurentines; L’Espagnolète; Les regrets; Les matelotes provençales; La favorite, chaconne; La lutine
    - 4e ordre, fa M: La marche des gris-vêtus; Les baccanales; La pateline; Le réveil-matin
    - 5e ordre, la M/la m: La logiviére, allemande; [Premier] courante; Seconde courante; La dangereuse, sarabande; Gigue; La tendre Fanchon; La badine; La bandoline; La Flore; L’Angélique; La Villers; Les vendangeuses; Les agrémens; Les ondes

  - Deuxième livre (Segundo libro, 1716-17): Ordres 6 à 12
    - 6e ordre, si M: Les moissoneurs; Les langueurs-tendres; Le gazoüillement; La Bersan; Les baricades mistérieuses; Les bergeries, rondeau; La commére; Le moucheron
    - 7e ordre, sol M/sol m: La Ménetou; Les petits âges: La muse naissante, L’enfantine, L’adolescente, Les délices; La Basque; La Chazé; Les amusemens
    - 8e ordre, si m: La Raphaéle; Allemande L’Ausoniéne; [Premiere] courante; Seconde courante; Sarabande L’unique; Gavotte; Rondeau; Gigue; Passacaille; La Monéte
    - 9e ordre, la M/la m: Allemande à deux clavecins; La rafraîchissante; Les charmes; La Princesse de Sens; L’olimpique; L’insinüante; La séduisante; Le bavolet-flotant; Le petit-deüil, ou Les trois veuves; Menuet
    - 10e ordre, ré M/ré m: La triomphante; La Mézangére; La Gabriéle; La Nointéle; La fringante; L’amazône; Les bagatelles
    - 11e ordre, do m/do M: La castelane; L’etincelante, ou La bontems; Les graces-naturéles; La Zénobie; Les fastes de la grande et anciénne Mxnxstrxndxsx [en 5 actes]
    - 12e ordre, mi M/mi m: Les juméles; L’intîme, mouvement de courante; La galante; La coribante; La Vauvré; La fileuse; La boulonoise; L’Atalante

  - Troisième livre (Tercer libro, 1722): Ordres 13 à 19
    - 13e ordre, si m: Les lis naissans; Les rozeaux; L’engageante; Les folies françoises, ou Les dominos; L’âme-en peine
    - 14e ordre, ré M/ré m: Le rossignol-en-amour; Double du rossignol; La linote-éfarouchée; Les fauvétes plaintives; Le rossignol-vainqueur; La Julliet; Le carillon de Cithére; Le petit-rien. Este ordre tiene un tono melancólico, incluyendo el famoso "Ruiseñor enamorado")
    - 15e ordre, la m/la M: La régente, ou La Minerve; Le dodo, ou L’amour au berceau; L’evaporée; Muséte de Choisi; Muséte de Taverni; La douce et piquante; Les vergers fleüris; La Princesse de Chabeüil, ou La muse de Monaco
    - 16e ordre, sol M/sol m: Les graces incomparables, ou La Conti; L’himenamour; Les vestales; L’aimable Thérése; Le drôle de corps; La distraite; La Létiville
    - 17e ordre, mi m: La superbe, ou La Forqueray; Les petits moulins à vent; Les timbres; Courante; Les petites chrémiéres de Bagnolet
    - 18e ordre, fa m/fa M: Allemande La Verneüil; La Verneüilléte; Sœur Monique; Le turbulent; L’atendrissante; Le tic-toc-choc, ou Les maillotins; Le gaillard-boiteux
    - 19e ordre, ré m/ré M: Les Calotins et les Calotines, ou La piéce à tretous; Les Calotines; L’ingénuë; L’artiste; Les culbutes Ixcxbxnxs; La muse-Palantine; L’enjouée

  - Quatrième livre (Cuarto libro, 1728): Ordres 20 à 27
    - 20e ordre, sol M/sol m: La Princesse Marie; La boufonne; Les chérubins, ou L’aimable Lazure; La Croûilli, ou La Couperinéte; La fine Madelon; La douce Janneton; La Sezile; Les tambourins
    - 21e ordre, mi m: La reine des cœurs; La bondissante; La Couperin; La harpée; La petite pince-sans rire
    - 22e ordre, ré M/ré m: Le trophée; Le point du jour, allemande; L’anguille; Le croc-en-jambe; Menuets croisés; Les tours de passe-passe
    - 23e ordre, fa M: L’audacieuse ("La muchacha valiente"); Les tricoteuses ("Los tejedores"); L’arlequine ("Arlequín"); Les gondoles de Délos ("Las góndolas de Delos"); Les satires, chevre-pieds ("Sátiros"). Este ordre n.º 23 para clavicémbalo, aunque se publicó en 1730, fue escrita muchos años antes. Son piezas inconexas de un estilo tan caprichoso como sus títulos.
    - 24e ordre, la m/la M: Les vieux seigneurs, sarabande grave; Les jeunes seigneurs; Les dars-homicides; Les guirlandes; Les brinborions; La divine-Babiche, ou Les amours badins; La belle Javotte, autre fois l’infante; L’amphibie, mouvement de passacaille
    - 25e ordre, mi M/do M/do m: La visionnaire; La misterieuse; La Monflambert; La muse victorieuse; Les ombres errantes
    - 26e ordre, fa m: La convalescente; Gavote; La Sophie; L’epineuse; La pantomime
    - 27e ordre, si m: L’exquise, allemande; Les pavots; Les chinois; Saillie

Estos cuatro volúmenes de música para clavicémbalo contienen piezas que pueden tocarse como solista o bien como pequeñas obras de cámara. Influyeron en J.S. Bach.

#### Música para órgano
- Dos misas (1690). Son cuarenta y dos piezas de órgano, agrupadas en dos colecciones llamadas Misas, una à l'usage ordinaire des paroisses (a la usanza ordinaria en las parroquias) y otra propre pour les convents de religieus et religieuses (apropiada para los conventos de religiosos y religiosas).

#### Música de cámara
- 5 sonatas en trío (hacia 1690). Couperin reconoció su deuda con el compositor italiano Arcangelo Corelli; introdujo en Francia la forma sonata en trío creada por Corelli. Estas sonatas llevan por nombre: La Sultane, La Pucelle, La Steinkerque, La Visionnaire y L'Astrée.
- sonata en cuarteto (hacia 1695): La Superbe.
- 4 Concert royaux (Conciertos Reales) (1714)
- "Apothéoses", suites en trío (1724). A una la subtituló Le Parnasse, ou l'Apothéose de Corelli (el Parnaso, o la Apoteosis de Corelli). La otra recibe el nombre de Concert en forme d'apothéose à la mémoire de l'incomparable M. de Lully, conocida como Apoteosis de Lully.
- 10 Nouveaux Concerts ou les Goûts réunis (Conciertos Los gustos reunidos) o "Los estilos reunificados" (1724). En esta obra fusionó los estilos musicales italiano y francés.
- 4 Suites Les Nations (Las naciones) (1726): estas composiciones para trío comprenden una "sonade" (sic) y una suite: La Française, L'Espagnole, L'Impériale y La Piémontaise.
- 2 Suites para violas solas (1728)

### Música vocal

#### Religiosa
Compuso unas veinticinco obras sacras.
- Leçons de ténèbres, Lecciones de tinieblas (1714)
- 20 Motetes corales, del que destaca Audite omnes et expavescite  ("Oíd todos y temblad"), motete sacro para voz, dos violines y bajo continuo. Es más un concierto vocal, con música de sensual encanto vocal, que obra de devoción.
- Elevaciones
- Magnificat

#### Profana
- 12 Arias